# L'amour ça fait chanter la vie
Chansons représentant la Belgique au Concours Eurovision de la chanson
A Million in One, Two, Three
(1977) Hey Nana
(1979)
Singles de Jean Vallée
La Fille d'en face
(1976) Arrive-moi
(1979)
Pistes de L'amour ça fait chanter la vie
Des mots simples
(A2)
L'amour ça fait chanter la vie est une chanson écrite, composée et interprétée par le chanteur belge Jean Vallée, parue sur l'album du même nom et sortie en 45 tours en 1978.
C'est la chanson qui a été choisie pour représenter la Belgique au Concours Eurovision de la chanson 1978 à Paris, en France. C'est la 2e participation de Jean Vallée à l'Eurovision pour la Belgique, après celle de 1970, avec la chanson Viens l'oublier où il s'était classé huitième.
Jean Vallée a également enregistré la chanson en anglais sous le titre Goodbye (« Au revoir ») et en espagnol sous le titre El amor hace cantar la vida (« L'amour fait chanter la vie »).

## Concours Eurovision de la chanson
Elle est intégralement interprétée en français, une des langues nationales du pays, comme l'impose la règle entre 1976 et 1999. L'orchestre est dirigé par Jean Musy.
L'amour ça fait chanter la vie est la 10e chanson interprétée lors de la soirée après ''t Is OK du groupe néerlandais Harmony (en) et avant Vivre de la Suissesse Carole Vinci. Le titre se classa à la 2e position (sur 20) avec un total de 125 points. C'est alors la meilleure performance belge avant la victoire de Sandra Kim avec J'aime la vie. Au Concours Eurovision de la chanson 2003 à Riga, le groupe Urban Trad réitère l'acte en positionnant Sanomi également au 2e rang des meilleurs titres.

## Liste des titres
| A1. | L'amour ça fait chanter la vie | Jean Vallée | Jean Vallée | 2:57 |
| B1. | Nonobstant                     | Jean Vallée | Jean Vallée | 2:31 |

## Réception commerciale
En Belgique, la chanson se classe dans les hit-parades en Région flamande. Le classement en Région wallonne n'étant en fonction que depuis avril 1995, les ventes du titre n'y sont pas évaluées.

## Classements

### Classements hebdomadaires
| Chart (1978)                           | Meilleure position |
| -------------------------------------- | ------------------ |
| Belgique (Flandre Ultratop 50 Singles) | 7                  |
| France (Classement de ventes)          | 19                 |
| France (RTL Hit-Parade)                | 11                 |

## Autres versions et reprises
La chanson est éditée sur plusieurs compilations,. L’interprète enregistre également la chanson en anglais et en espagnol rebaptisée respectivement Goodbye et El amor hace cantar la vida.
Le Finlandais Kisu Jernström (fi) chante le titre dans sa langue natale en 1978 sur disque 45 tours. Cette face B se nomme Sä vain. Dana Winner reprend L'amour ça fait chanter la vie en 1999 sur son album Ergens in mijn hart. La même année, elle enregistre une version allemande intitulée L'amour pour son album germanophone Mein Weg….